# Parthenolecanium persicae
Parthenolecanium persicae är en insektsart som först beskrevs av Fabricius 1776.  Parthenolecanium persicae ingår i släktet Parthenolecanium, och familjen skålsköldlöss. Arten har ej påträffats i Sverige.